# Nové Diery
Nové Diery is een kloof met watervallen gelegen in het Nationaal Park Malá Fatra van Slowakije. De kloof bestaat uit kalksteenformaties die zijn uitgeslepen door de rivier Dierový potok. De Dierový potok heeft zijn oorsprong heeft op de Sedlo Miedzirozsutce, een bergpas die de bergpieken Veľký Rozsutec (1.610 m) en Malý Rozsutec (1.344 m) van elkaar scheidt. Nové Diery is te bewandelen via een zigzagpad van ladders en houten vlonderpaden, langs de blauwe wandelroute, die het gemakkelijkst te bereiken is vanaf de plaats Biely Potok. Nové Diery is ook te bereiken vanuit het toeristische plaatsje Štefanová. Vanuit Štefanová kan men de gele wandelroute te nemen die leidt naar het kruispunt Podžiar. Vanaf hier kan dezelfde blauwe route naar de waterval Nové Diery worden genomen. Nové Diery bestaat uit vier vrije vallen, van 1 à 2 meter.